# Halladat
Halladat oder das rothe Buch (Untertitel der Originalausgabe: Zum Vorlesen in den Schulen) ist eine „religiös-philosophisch gefärbte Lehrdichtung“ von Johann Wilhelm Ludwig Gleim aus dem Jahr 1774.

## Entstehung
Die beiden ersten deutschen Übersetzungen des Koran aus dem arabischen Originaltext erschienen 1772 (durch David Friederich Megerlin) und 1773 (durch Friedrich Eberhard Boysen). Gleim kannte die Übersetzung Boysens und ließ sich zu einer Sammlung von 31 Lehrgedichten (bzw. zu einem Lehrgedicht in 31 Gesängen) inspirieren. Das Werk erschien 1774 im Selbstverlag in Halberstadt sowie beim Verleger Johann Joachim Christoph Bode in Hamburg.

## Themen
Gleim thematisiert u. a. die Stellung des Menschen in der Natur und seine Beziehung zu Gott: Der Mensch sei mehr als nur „Fleisch und Knoche“, da Gott in ihm den Keim zu Tugend und Weisheit angelegt hat. Der Dichter fordert zu Demut und zum Lob Gottes als dem allmächtigen und allerhaltenden Schöpfer der Welt auf, aber auch zur Freude an der Schönheit der Welt, zu der jeder Mensch beitragen soll. Er lobt Tugenden wie Fleiß, Freundschaft, Güte (auch gegenüber den Bösen), Hilfsbereitschaft und Großzügigkeit.

## Form
Das Werk ist in zwei Teile mit 15 bzw. 16 Gesängen unterteilt. Die Gesänge bestehen aus ungereimten, meistens fünfhebigen Jamben.

## Rezeption
Bei Gleims Zeitgenossen fand Halladat Anklang, was auch die Übersetzungen ins Schwedische (1799, Halladat eller den röda boken) sowie ins Dänische (1803, Halladat eller Den røde Bog, übersetzt von Werner Hans Friedrich Abrahamson) belegen.
So erschien in der Juni-Ausgabe 1775 des Teutschen Merkur das Gedicht Der jungen achtjährigen Prinzeßin von Preußen, bey Ueberreichung des Halladat von Anna Louisa Karsch, der Prinzessin Friederike von Preußen gewidmet. Zudem veröffentlichte Christoph Martin Wieland in derselben Ausgabe eine ausführliche Rezension, in der er das Buch für die Einfachheit und Anschaulichkeit lobt, mit der es seine erbauliche Botschaft übermittelt.
Adolph Freiherr von Knigge nannte Halladat ein „Buch, welches das Gepräge der einfachsten, unbeflecktesten Sitten trägt“ und kontrastierte es mit Musarion, um darauf hinzuweisen, wie stilistisch gegensätzliche Werke in derselben Zeit und derselben Kultur entstehen können.
Johann Gottfried Herder zitierte den Gesang zum Thema Tugend als Beispiel dafür, dass es auch in seiner Gegenwart Werke gebe, die qualitativ neben denen der alten Griechen stehen.
Gustav Friedrich Dinter schrieb in seinem Vorwort für eine Neuausgabe von 1812, er verdanke Halladat „so manche Erhebung des Geistes, so manche Aufheiterung des Gemüths, so manchen Augenblick der heimlichen Seligkeit.“ Deshalb empfiehlt er den Einsatz des Werkes in der Schule, aber auch bei jungen Männern könne es „das himmlische Feuer eines reinen Enthusiasmus fürs Göttliche erhalten“.
Im weiteren Verlauf des 19. Jahrhunderts wurde das Werk unterschiedlich betrachtet: Jean Paul sah im Jahr 1804 Halladat als Gleims schönstes Werk an und für Ludwig Bechstein weht darin „alkoranische Weisheit und der Geist von Lessing’s Nathan“. Dagegen wird es in Herders Conversations-Lexikon von 1855 als Gleims misslungenstes Werk genannt. Ablehnung erfuhr es auch von Joseph von Eichendorff, der Gleim vorwarf, er habe versucht, seine epikureische (also den Lebensgenuss verherrlichende) Weltsicht ins Christentum „einzuschmuggeln“. Die Allgemeine Deutsche Biographie bemängelt gar, dass „der anspruchsvolle Ton die Dürftigkeit des Inhalts nur um so unliebsamer hervortreten“ lasse. Zusammenfassend konstatiert Meyers Lexikon 1907: „Obwohl [Gleims] Freunde das Werk priesen, blieb es doch ohne nachhaltige Wirkung.“